# マジャストル
マジャストル （Majastres、プロヴァンサル語:Majastre）は、フランス、プロヴァンス＝アルプ＝コート・ダジュール地域圏、アルプ＝ド＝オート＝プロヴァンス県のコミューン。
定住人口は2人で、地域圏内および県内で最も人口の少ないコミューンである。

## 由来
定住地について初めて文書に記されたのは1040年、de terra Magastrisとしてである。シャルル・ロスタンによると、Mag-は前印欧語をルーツとする名称である。エルネスト・ネグルによれば、オック語のmager（より大きな）とastre（運命）からなっており、村の名は『より大きな運の村』となる。それは幸運を呼ぼうと縁起のいい名をつけたのだという · 。
シャルル・ロスタンはルヴァン（Levens）の場合を考慮して、同じようにマジャストルはガリアの古い地名であるとする。

## 地理
村はモンデルニエ山地の中心部、標高1143mのところにある。標高の最高地点はモンデルニエ峰の頂上で、1749mである。
エストゥブライス谷沿いの道と、西隣のコミューン、サン・ジュールからサン・ジュール峠（標高1318m）を通過するルートの2つがある。これらは地中海性の森林（マツやカシ）と狭い峡谷を通過する。メゼルというコミューンからマジャストルに達するルートもあり、クロワ峠（標高869m）を通過するか、県道17号線を利用する。このルートの道幅は狭いがアスファルト舗装がされている。
かつてニース・ア・ディーニュ線のポワル・マジャストル駅が旧村から数キロのところにあったが、2013年に路線が廃止されている。

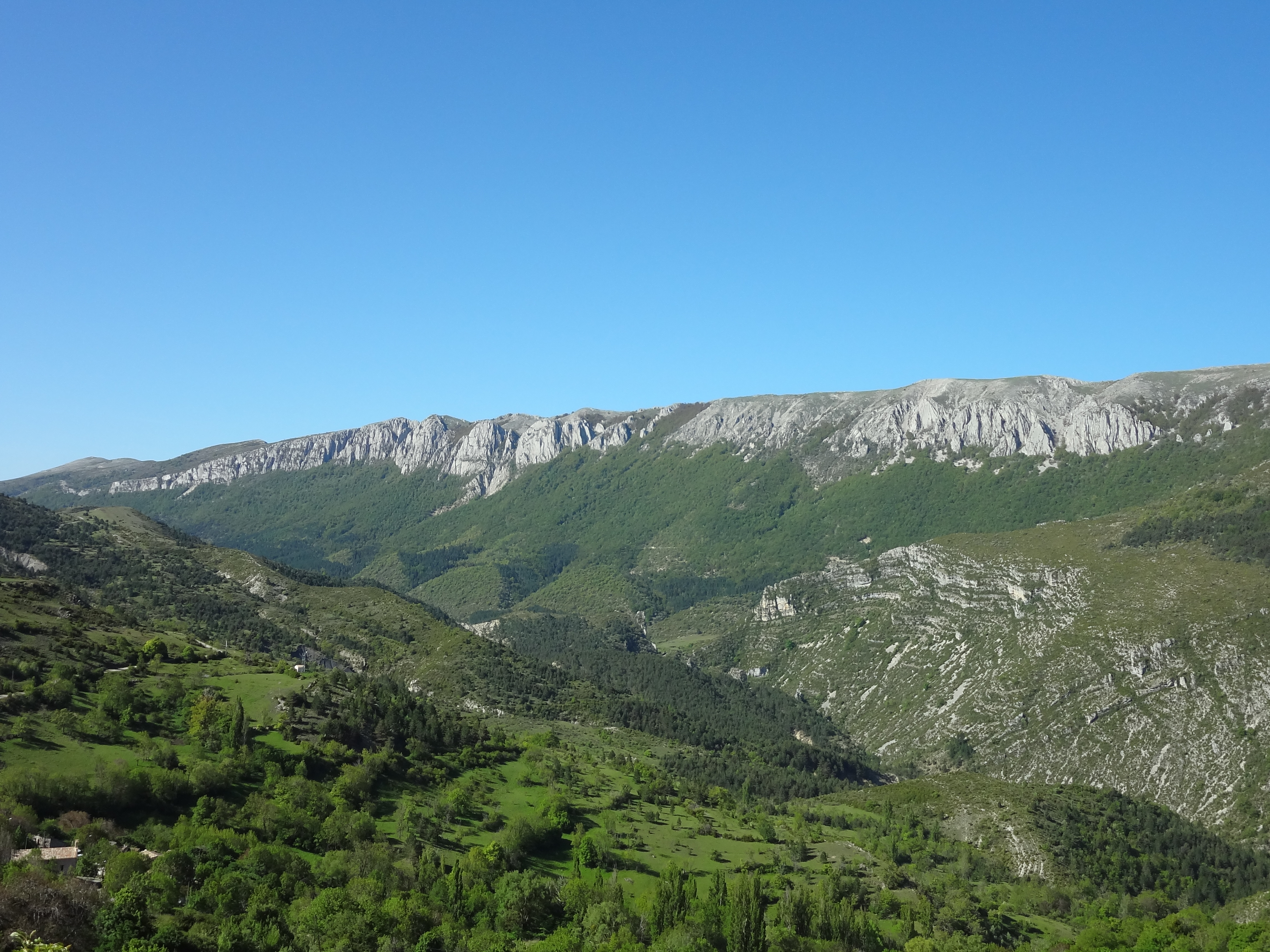
モンデニエ山地
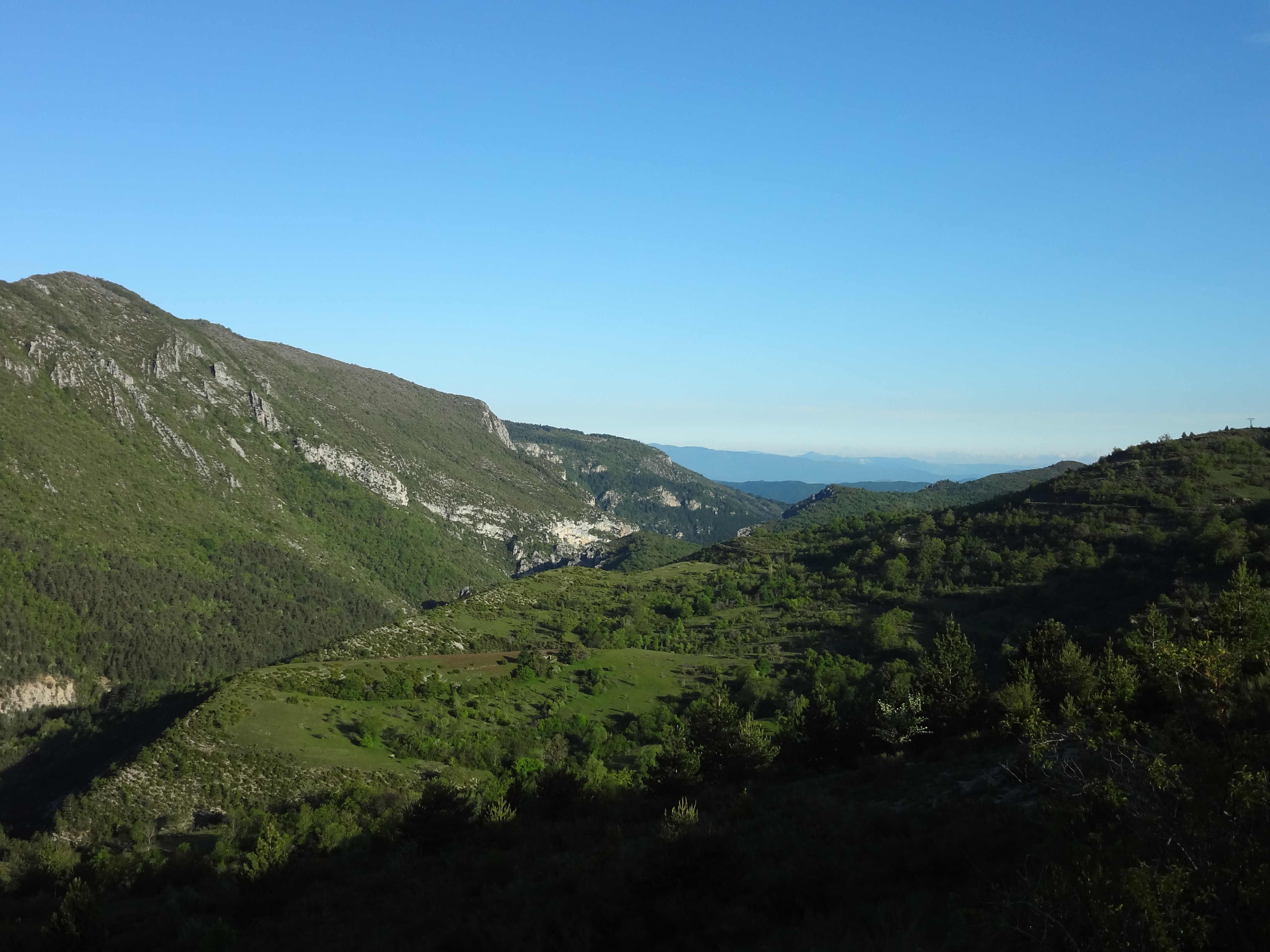
エストゥブライス谷

## 歴史

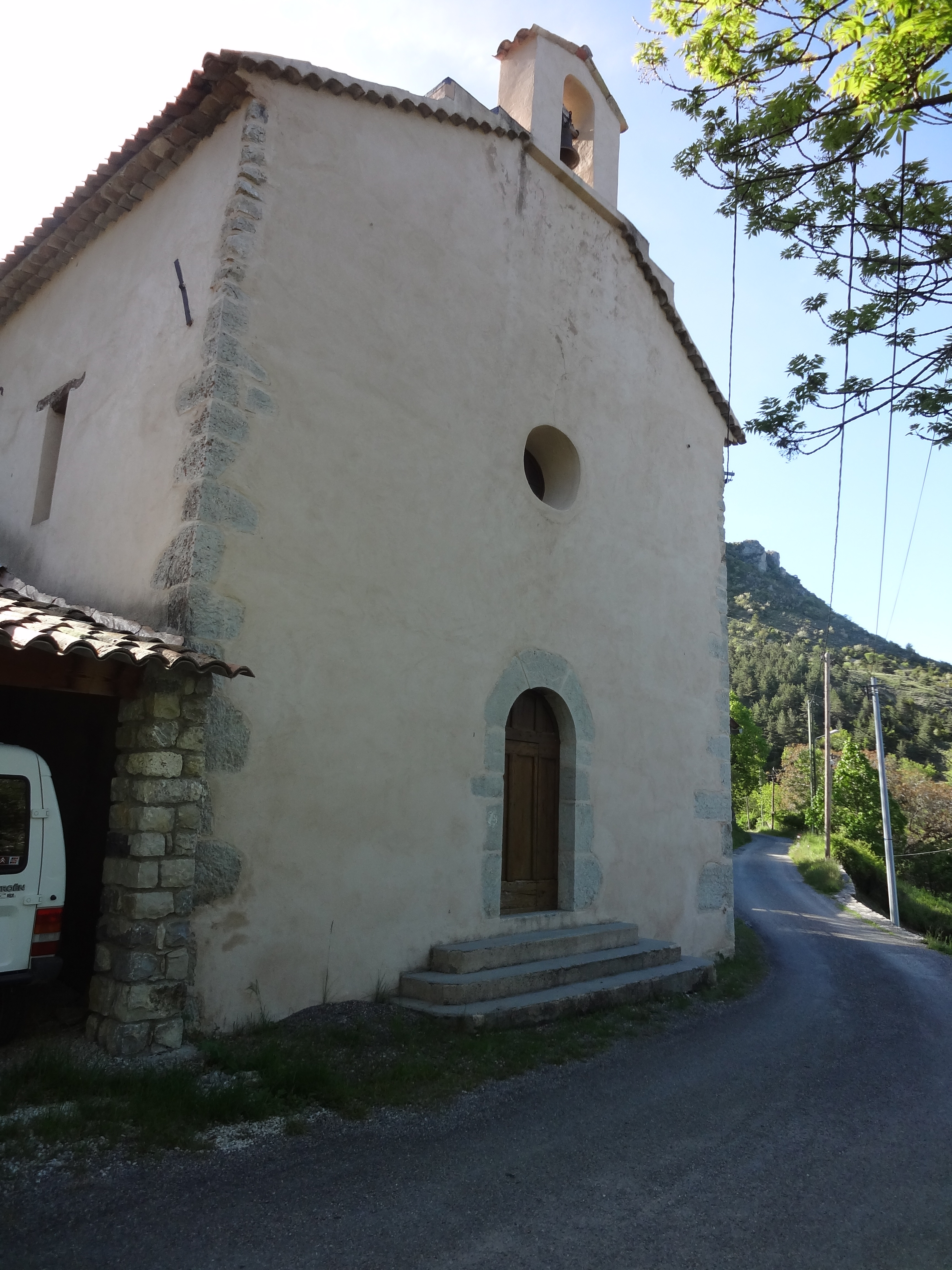
マジャストルの教会

マジャストルという共同体について記されたのは1040年が最初である。そこはディーニュの代官区内であった。リーズの教会参事会が、ルヴァンとマジャストルにある2つの教会に関する収入を得ていた。そこにはサン・ソヴール、サン・ピエールの2つの小修道院もあった。
ユグノー戦争のさなかである1574年、村はユグノー派によって襲撃され略奪を受けている。ソー伯爵とユベール・ド・ヴァンに率いられたカトリック急進派も、1576年に村を襲って略奪している。
フランス革命の間、マジャストルには1792年終わりに結成された愛国者党があった。ポワルとマジャストルはどちらも独立したコミューンであったが、良い関係を保っており、1793年に2つは合併した。
県内の多くのコミューンと同様、ルヴァンとマジャストルはジュール・フェリー法以前から多くの学校を採用していた。
1951年、ルヴァンとマジャストルが合併した。

## 経済
2009年時点での労働者人口は1人である。地域経済が極端に弱いために、マジャストルにおける雇用は第一次産業である。
2010年終わり、マジャストルの第一次産業（農業、漁業、林業）はINSEEが定義する4つの作物を産し、給与を支払っていた。フランス農業省の調査によると、2010年時点で専業農家はマジャストルに存在していない。
商業、サービス業を含む第三次産業は、2010年終わりの時点で役場のみである。

## 人口統計
マジャストルは、ドローム県・ロッシュフルシャに次いで国内で2番目に人口の少ないコミューンである。
| 1962年 | 1968年 | 1975年 | 1982年 | 1990年 | 1999年 | 2006年 | 2012年 |
| ------ | ------ | ------ | ------ | ------ | ------ | ------ | ------ |
| 27     | 20     | 14     | 12     | 10     | 8      | 2      | 2      |

souce:EHESS, 1968年以降INSEE ·  · .